# 伊尼戈·卡维罗
伊尼戈·卡维罗·拉泰利亚德（西班牙語：Íñigo Cavero Lataillade，1929年—2002年），是西班牙贵族，法学家，政治家。

## 生平
1929年8月1日出生于圣塞瓦斯蒂安。家族背景显赫。他于1968年继承“第三代阿伊萨城堡侯爵”头衔，1971年继承“第十一代卡龙德莱特男爵”头衔，1972年继承叔叔的“托雷男爵”头衔。
在德乌斯托大学学习法学和经济学，在马德里康普顿斯大学获得法学博士学位。1975年参与基督教民主人民党的创建，后并入民主中間聯盟。1977年当选为眾議院议员，代表马德里选区。1977年7月至1979年4月在苏亚雷斯内阁出任教育与科学大臣，1979年4月至1980年9月出任司法大臣。1980年9月至1981年12月出任文化大臣。1981年11月31日当选为民主中间联盟秘书长，直到1983年该党解散。之后，他领导了人民民主党，在1986年大选中获得议席。1989年加入苏亚雷斯领导的民主和社会中心党，在选举失败后，改入人民党。1996年5月被任命为西班牙国务委员会主席，直到2002年12月25日因心肌梗死在马德里一家医院逝世。

## 荣誉
- 大十字级卡洛斯三世勋章（1981年）[8]
- 大十字级智者阿方索十世勋章（1994年）[9]
- 大十字级圣雷蒙多·德佩尼亚福特勋章（1989年）[10]